# Fréjus (Francia)
Fréjus (in occitano Frejús) è un comune francese situato nel dipartimento del Var della regione della Provenza-Alpi-Costa Azzurra.

## Geografia fisica
Fréjus sorge sul margine settentrionale della pianura alluvionale costiera formata dal fiume fiume Argens e dal torrente Reyran che poco sud dell'abitato sfociano nel Mar Mediterraneo. È situata a 25 km a sud-est di Draguignan.

## Etimologia
Fréjus fu fondata da Gaio Giulio Cesare con il nome di Forum Iulii, ovvero Foro di Giulio.

## Storia
In origine il territorio attorno alla baia di Aegytna fu abitato da popolazioni celto-liguri. Successivamente fu poi fondato un avamposto dai focesi di Massalia.
Verso il 49 a.C. Giulio Cesare fondò sul territorio degli Oxubii l'insediamento Forum Iulii con l'obbiettivo di creare uno scalo portuale alternativo a Massalia. Il porto fu poi ingrandito da Ottaviano Augusto che vi fece portare le navi di Marco Antonio catturate nella battaglia di Azio. Tra il 29 a.C. ed il 27 a.C. vi s'insediarono i veterani della Legio VIII. Per questa ragione la località venne aggiunto il titolo di colonia Octavanorum. Nel 22 a.C. Augusto la proclamò capitale provinciale della Gallia Narbonense. La sua importanza era dettata dal fatto che oltre ad essere l'unica base della flotta militare romana in Gallia era anche attraversata da importanti arterie della regione: la via Iulia Augusta. Durante il regno di Tiberio fu realizzata la maggior parte dei monumenti romani tuttora esistenti.
Nel 40 qui nacque il futuro Legatus Augusti pro praetore e conquistatore della Britannia Gneo Giulio Agricola.
Nel 69 vi fu combattuta una battaglia tra le truppe fedeli a Vitellio e quelle di Otone. Nel IV secolo fu istituita la diocesi di Fréjus e nel 374 fu costruita la prima chiesa.
Tra il VII ed il IX secolo fu ripetutamente razziata dai saraceni. Nel 940 i musulmani del vicino Frassineto attaccarono e saccheggiarono la città.
Il 9 ottobre 1799 vi sbarcò Napoleone Bonaparte di ritorno dalla campagna d'Egitto.
Il 2 dicembre 1959 Fréjus fu colpito dalla rottura della Diga di Malpasset, quando 50 milioni di m³ d'acqua raggiunsero l'abitato provocando 423 morti e distruggendo gran parte delle case.

## Monumenti e luoghi d'interesse
- Cattedrale di Notre Dame e San Léonce, chiesa risalente al V secolo, costituita da due navate che in origine erano due chiese distinte affiancate. Annesso un bel chiostro e l'antico battistero. Dal 1957, con l'unione delle diocesi di Fréjus e di Tolone è concattedrale insieme a quella di Tolone.
- Acquedotto
- Anfiteatro
- Arena
- Lanterna di Augusto

Nel 1982 è iniziato un profondo progetto di riqualificazione della zona portuale che oggi si chiama "Port Frejus" ed è un porto turistico. Attorno al porto sono sorti moltissimi negozi e una grande zona pedonale. Attualmente è in corso l'ampliamento dello specchio acqueo nella direzione nella quale si sviluppava l'antico porto (verso la città).
Nel territorio comunale è presente anche lo zoo.

## Società

### Evoluzione demografica
Abitanti censiti

## Cultura

### Istruzione

#### Musei
- Museo di Storia Locale

## Infrastrutture e trasporti

### Strade
La principale via d'accesso alla città è l'autostrada A8 che unisce Aix-en-Provence alla frontiera italiana.

### Ferrovie
Fréjus è servita da una propria stazione lungo la linea Marsiglia-Ventimiglia.

## Amministrazione

### Gemellaggi
- Triberg im Schwarzwald, dal 1963
- Fredericksburg (Virginia), dal 1980
- Paola, dal 1984
- Dumbéa, dal 1985
- Pieve di Teco, dal 1990
- Bazeilles, dal 1990
- Tabarka, dal 1997